# Shot clock (Billard)

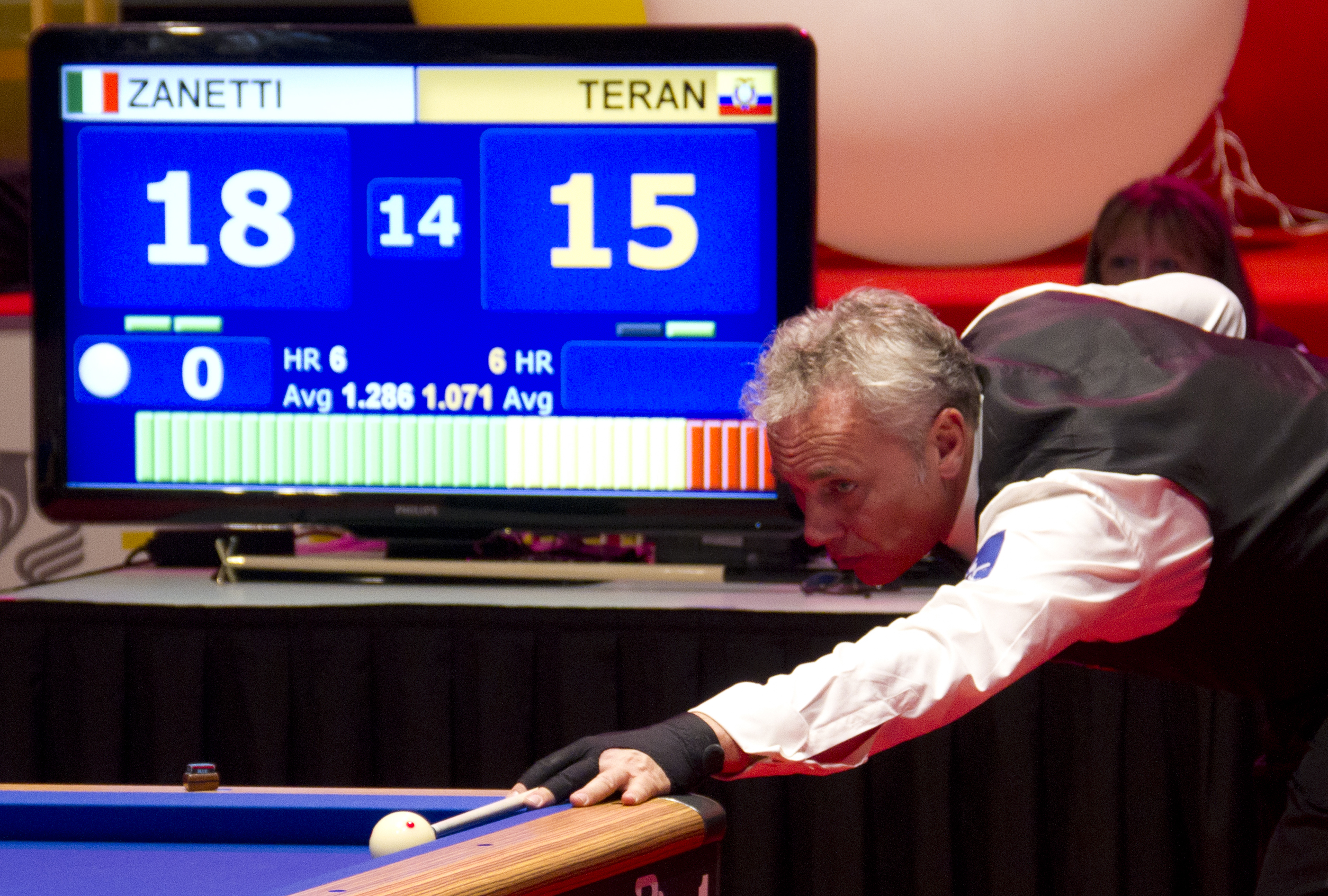
Komplettsystem: Softwarebasierte Anzeigetafel auf Monitor beim Karambolage mit integrierter Shot clock (Dreifarbiger Balken am unteren Rand) und Timeout-Anzeige (grüne Balken unterhalb dem Punktestand des Spielers)

Die Shot clock wird im Billard, vor allem beim Dreiband, dort eingesetzt wo es, vor allem aus Sicht des Zuschauers, notwendig geworden ist den Spielzug zeitlich zu begrenzen. Sie ist aber auch für die Turnierveranstalter im Laufe der Zeit immer wichtiger geworden, um den Zeitplan eines Turniers besser planen und einhalten zu können. Vor dem Einsatz der Shot clock war es durchaus üblich, dass Spiele „zu lange dauerten“ und die darauffolgenden angesetzten Spiele zu spät anfingen und sich so bis in die späten Abend- oder Nachtstunden zogen. Mit dem Aufkommen von TV-Übertragungen war diese zeitliche Planung ebenfalls wichtig geworden, weil sonst, nach Ablauf der Sendezeit, Spielübertragungen abgebrochen werden mussten.

## Einsatz

### Karambolage
Der Einsatz der Shot clock kommt fast ausschließlich im organisierten, höheren Turnierbereich zum Einsatz. So ist die zeitliche Zeitbegrenzung schon seit Ende der 1990er-Jahre beim Dreiband im Einsatz. Ausschlag gab der Dreiband-Weltcup. Durch das große Teilnehmerfeld kam es durch extrem langsam spielende Teilnehmer immer wieder zu langen Zeitverzögerungen. Danach zogen die Welt- und Europameisterschaften mit. Inzwischen ist sie bis runter auf Bundesebene (Bundesliga) zu finden. Stand sie zunächst im Weltcup un WM bei 50 Sekunden, wurde sie später auf 40 Sekunden verkürzt, mit der Möglichkeit, zwei- oder dreimal zu verlängern (Verlängerung, Overtime oder Extension).

### Andere Disziplinen
Im Poolbillard (z. B. Mosconi Cup, World Cup of Pool) ist sie auch üblich geworden, dort gab es die gleiche Problematik mit Zeitverzögerungen durch langsame Spieler. Beim Snooker hingegen nicht. Dort ist es im Extremfall auch möglich, dass ein Spieler schon mal 15 Minuten oder länger nach einem Spielzug sucht. Ausnahmen sind das Snooker Shoot-Out, das Power Snooker und die Premier League Snooker (2005–2012), zeitweise auch bei der World Seniors Championship.

## Ausführung
In der Anfangszeit wurden noch digitalweckerartige Uhren neben die Anzeigetafel gestellt, die die „Stoßzeit“ als Ziffern anzeigt und rückwärts zählt. 10 Sekunden vor Ablauf der Zeit ertönt ein akustisches Warnsignal. Seit der Einführung von Computern mit entsprechender Software ist die Shot clock auf dem Monitor (Anzeigetafel) als dreifarbiger Balken (grün, gelb, rot) integriert. Das akustische Signal fällt meist weg, der Spieler muss die Zeit selbst „im Auge haben“.